# Masters of the Universe
A Masters of the Universe (gyakori rövidítése: MOTU) amerikai sword and sorcery média-franchise, amelyet a Mattel készített. A franchise első képviselője az ugyanilyen nevű játékfigura-sorozat volt, amelyet 1982 májusában kezdett gyártani a cég.

## Cselekmény
A történet egy He-Man nevű szuperhősről szól, akinek a valódi neve Prince Adam (Adam herceg). Ő az Eternia nevű bolygón él, és örök konfliktusban áll ősellenségével, Skeletorral, aki folyamatosan meg akarja hódítani a bolygót és el akarja pusztítani He-Man-t. A sorozat a középkori sword and sorcery és a modern sci-fi keveréke.

## A franchise
A franchise 1982 májusában indult az ugyanilyen nevű játékfigura-sorozattal. Egy évvel később elindult az első  rajzfilmsorozat, a He-Man and the Masters of the Universe, amely 1983-tól 1985-ig futott. Ez a sorozat nagy sikerű lett, ezért 1985-ben folytatás készült She-Ra, Princess of Power címmel, amelyben He-Man nővére a főszereplő. Később videojátékok, játékfigurák, képregények, mozifilmek készültek a sorozatokból, így kialakult a franchise. 2018-ban elkészült a "She-Ra, Princess of Power" rebootja, a She-Ra and the Princesses of Power, amelyet a Netflix készített, és magyar fordításban a She-Ra és a lázadó hercegnők címet kapta. A reboot 2018-tól 2020-ig futott.
2005-ben könyv íródott a franchise történetéről. 2019-ben új He-Man sorozatot kezdtek, amely a Masters of the Universe: Revelation címet kapja és az eredeti sorozat folytatása. Az új sorozat a Netflixen fog futni és Kevin Smith készíti.

## Magyarországon
Magyarországon  csak az eredeti sorozat új feldolgozását mutatták be 2004-ben, ami Az univerzum védelmezői címmel futott. A műsort a Cartoon Network Toonami blokkjában sugározták hazánkban, és csak az első évadot. Az 1987-es élő szereplős filmet itthon He-Man - A világ ura (Vico cím: A világ urai ) címmel mutatták be.